# Loren Morón
Lorenzo Jesús Morón García (Marbella, 1993. december 30. –) spanyol labdarúgó, 2023-tól a görög Árisz játékosa.

## Pályafutása
Karrierje elején a Peña Los Compadres, az UD Marbella és a Vázquez Cultural ifjúsági csapataiban lépett pályára. 2012-ben aláírt az Estepona csapatához és az első gólját a Vélez CF ellen szerezte meg. 2013 és 2015 között a Marbella együttesének volt a játékosa de a 2014015-ös szezont kölcsönben a Vélez csapatánál töltötte kölcsönben. 2015 és 2018 között a Real Betis második csapatában lépett pályára. A 2015–16-os szezonban a bajnokságban 13 gólt szerzett és meghosszabbították a szerződését 2018-ig. 2017. május 14-énmesterhármast szerzett az Espeleño ellen 7–1-re megnyert bajnoki mérkőzésen.
2018. január 30-án felkerült az első csapatba és a szerződését megújították 2021-ig. Február 3-án két góllal debütált a Villarreal CF csapata elleni La Liga mérkőzésen. Június 30-án 2022 júniusáig hosszabbított a klubbal. 2021. augusztus 25-én kölcsönbe került az Espanyol csapatához. 2023. január 31-én a Las Palmas vette kölcsön.

## Család
Édesapja Lorenzo Morón, aki az UD Salamanca és a Recreativo de Huelva klubjaiban is pályára lépett.

## Statisztika
2019. december 15-i állapotnak megfelelően.
| Klub             | Szezon           | Bajnokság          | Bajnokság | Bajnokság | Kupa  | Kupa  | Nemzetközi | Nemzetközi | Egyéb | Egyéb | Összesen | Összesen |
| Klub             | Szezon           | Osztály            | Mérk.     | Gólok     | Mérk. | Gólok | Mérk.      | Gólok      | Mérk. | Gólok | Mérk.    | Gólok    |
| ---------------- | ---------------- | ------------------ | --------- | --------- | ----- | ----- | ---------- | ---------- | ----- | ----- | -------- | -------- |
| Estepona         | 2012–13          | Tercera División   | 15        | 2         | —     | —     | —          | —          | —     | —     | 15       | 2        |
| UD Marbella      | 2012–13          | Tercera División   | 10        | 3         | —     | —     | —          | —          | —     | —     | 10       | 3        |
| Marbella FC      | 2013–14          | Tercera División   | 21        | 7         | —     | —     | —          | —          | 1     | 0     | 22       | 7        |
| Vélez            | 2014–15          | Tercera División   | 21        | 14        | —     | —     | —          | —          | —     | —     | 21       | 14       |
| Betis B          | 2014–15          | Segunda División B | 10        | 0         | —     | —     | —          | —          | —     | —     | 10       | 0        |
| Betis B          | 2015–16          | Segunda División B | 30        | 13        | —     | —     | —          | —          | —     | —     | 30       | 13       |
| Betis B          | 2016–17          | Tercera División   | 29        | 14        | —     | —     | —          | —          | 2     | 1     | 31       | 15       |
| Betis B          | 2017–18          | Segunda División B | 23        | 16        | —     | —     | —          | —          | —     | —     | 23       | 16       |
| Betis B          | Összesen         | Összesen           | 92        | 43        | —     | —     | —          | —          | 2     | 1     | 94       | 44       |
| Betis            | 2017–18          | La Liga            | 15        | 7         | 0     | 0     | —          | —          | —     | —     | 15       | 7        |
| Betis            | 2018–19          | La Liga            | 33        | 6         | 6     | 2     | 6          | 0          | —     | —     | 45       | 8        |
| Betis            | 2019–20          | La Liga            | 16        | 8         | 1     | 0     | 0          | 0          | —     | —     | 17       | 8        |
| Betis            | Összesen         | Összesen           | 64        | 21        | 7     | 2     | 6          | 0          | —     | —     | 77       | 23       |
| Karrier összesen | Karrier összesen | Karrier összesen   | 223       | 90        | 7     | 2     | 6          | 0          | 3     | 1     | 239      | 95       |

## Sikerei, díjai
- Marbella FC
  - Tercera División (Group IX): 2013–14
- Betis B
  - Tercera División (Group X): 2016–17